# Perrhé
 (octobre 2023).

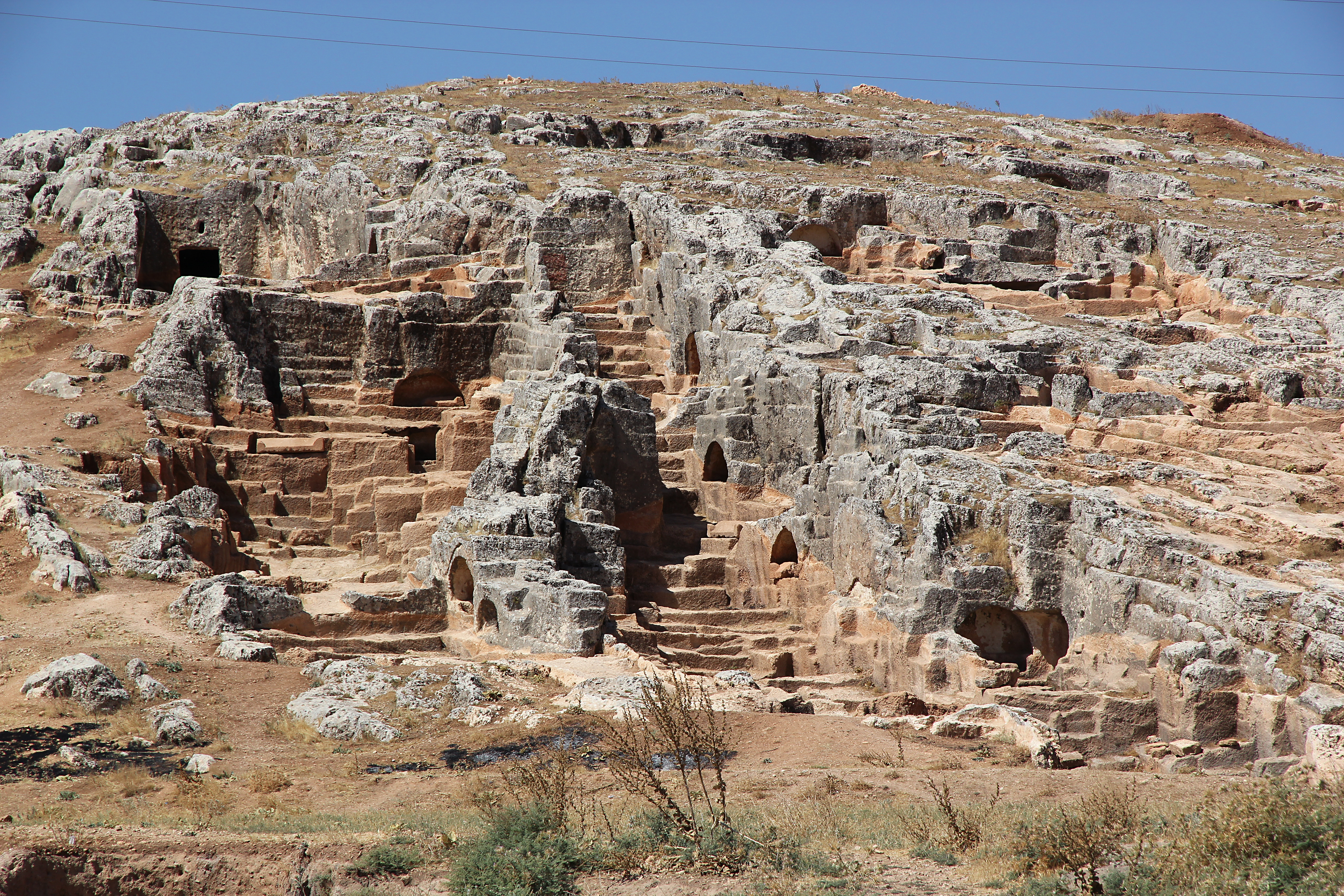
Nécropole de Perrhé

Perrhé (grec ancien : Πέρρη) était une ancienne ville du royaume de Commagène. Les vestiges de la ville sont situés sur la commune d'Örenli (anciennement le village de Pirin ou Pirun) dans la banlieue moderne du secteur nord d'Adıyaman, en Turquie. Certains auteurs l'identifient à Antiochia ad Taurum.

## Histoire
Au cours des fouilles organisées en 1925 par l'anthropologue suisse Eugène Pittard, Perrhé était déjà habitée à l'époque paléolithique. Dans l'Antiquité, la cité était l'une des quatre villes noyaux du royaume de Commagène mentionnées dans les inscriptions, avec Samosate, Marash et Doliche . Elle se situait sur la route reliant Samosate, la capitale, à Melitene, en passant par les montagnes du Taurus. 
Grâce à une source abondante, déjà célèbre dans l'Antiquité et qui jaillit aujourd'hui d'une fontaine romaine au centre de la ville, Perrhé était une étape importante pour les voyageurs qui traversaient les montagnes. Sur la carte routière romaine de la fin de l'Antiquité, la Tabula Peutingerina, la ville apparaît comme la deuxième étape sur la route de Samosate, après Comana. 
Sous Antiochus IV (r. 38-72 après J.-C.), Perrhé fut refondée en tant que polis d'Antioche sur le Taurus. De cette période date un relief votif de Jupiter Dolichenus découvert dans la nécropole de la ville en 2001 (conservé au Musée archéologique d'Adıyaman). 
En 198/200 après J.C., la ville a probablement contribué financièrement à la construction du pont Severan. Une mosaïque au sol trouvée dans la ville indique l'importance du lieu à l'époque chrétienne. 
Sous l'Empire byzantin, Perrhé était un évêché. 
Au Moyen Âge, la ville a perdu de son importance face à la ville de Hisn-Mansur (Adıyaman moderne).

## Description

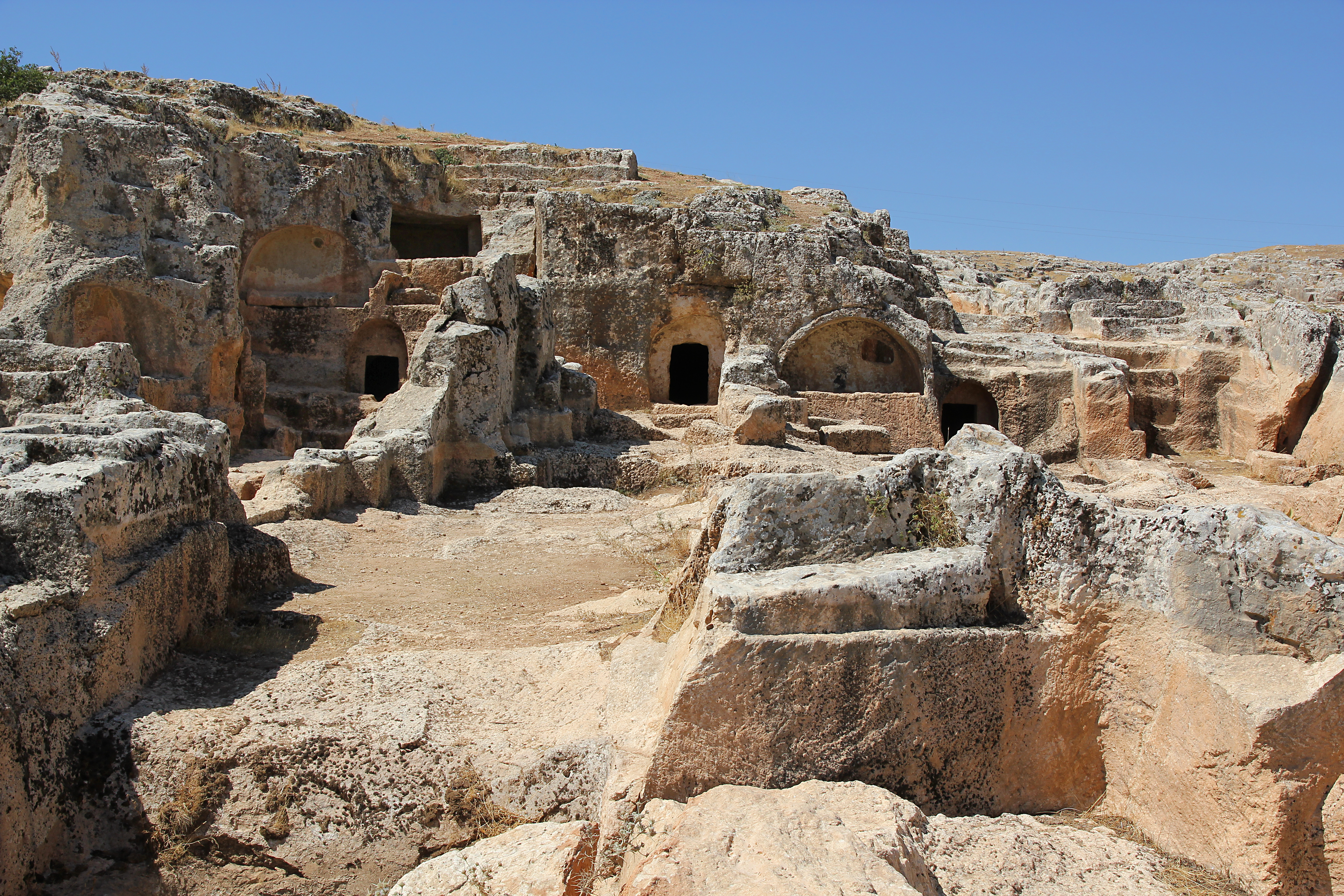
Nécropole

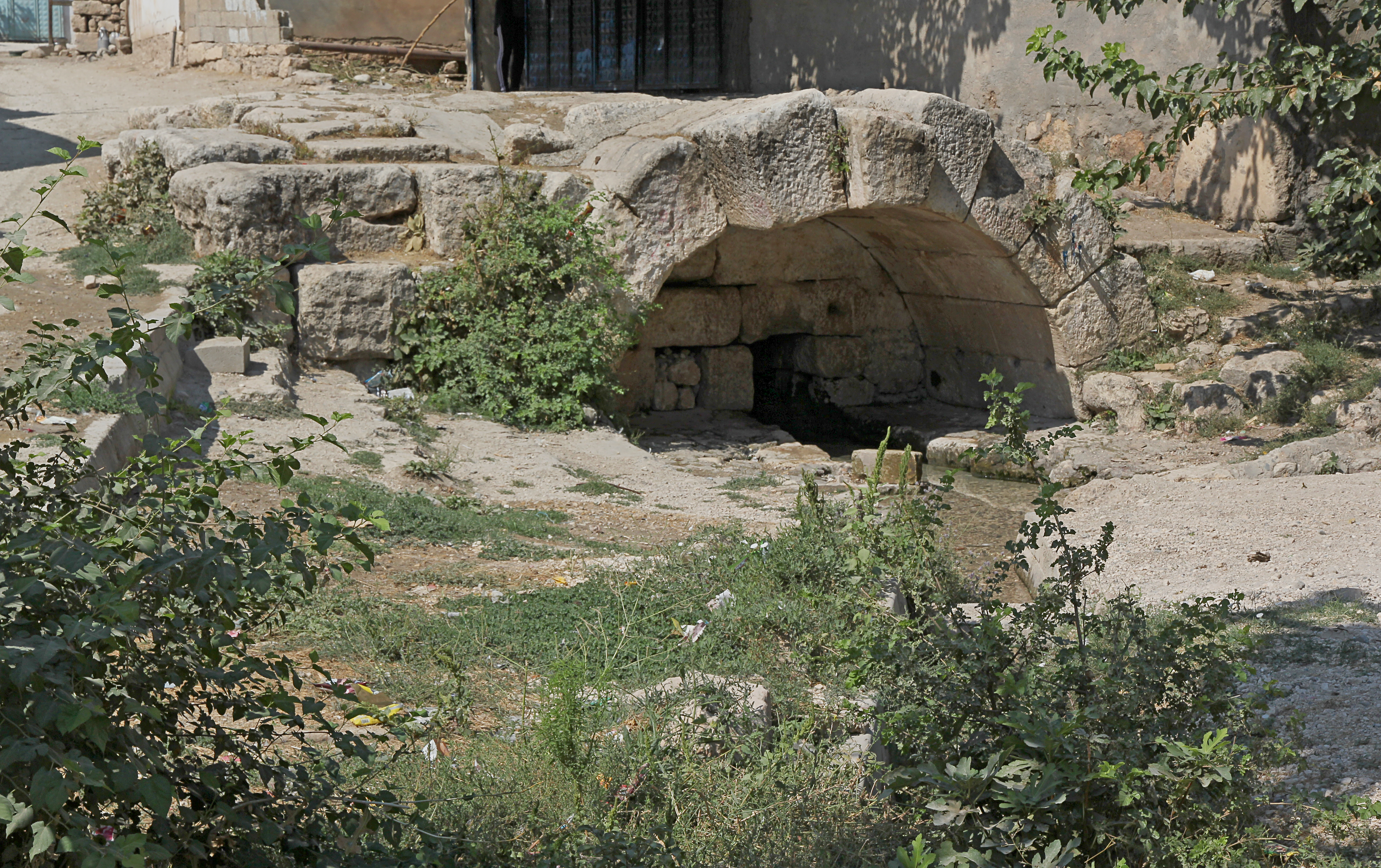
Fontaine romaine du village de Perrhé

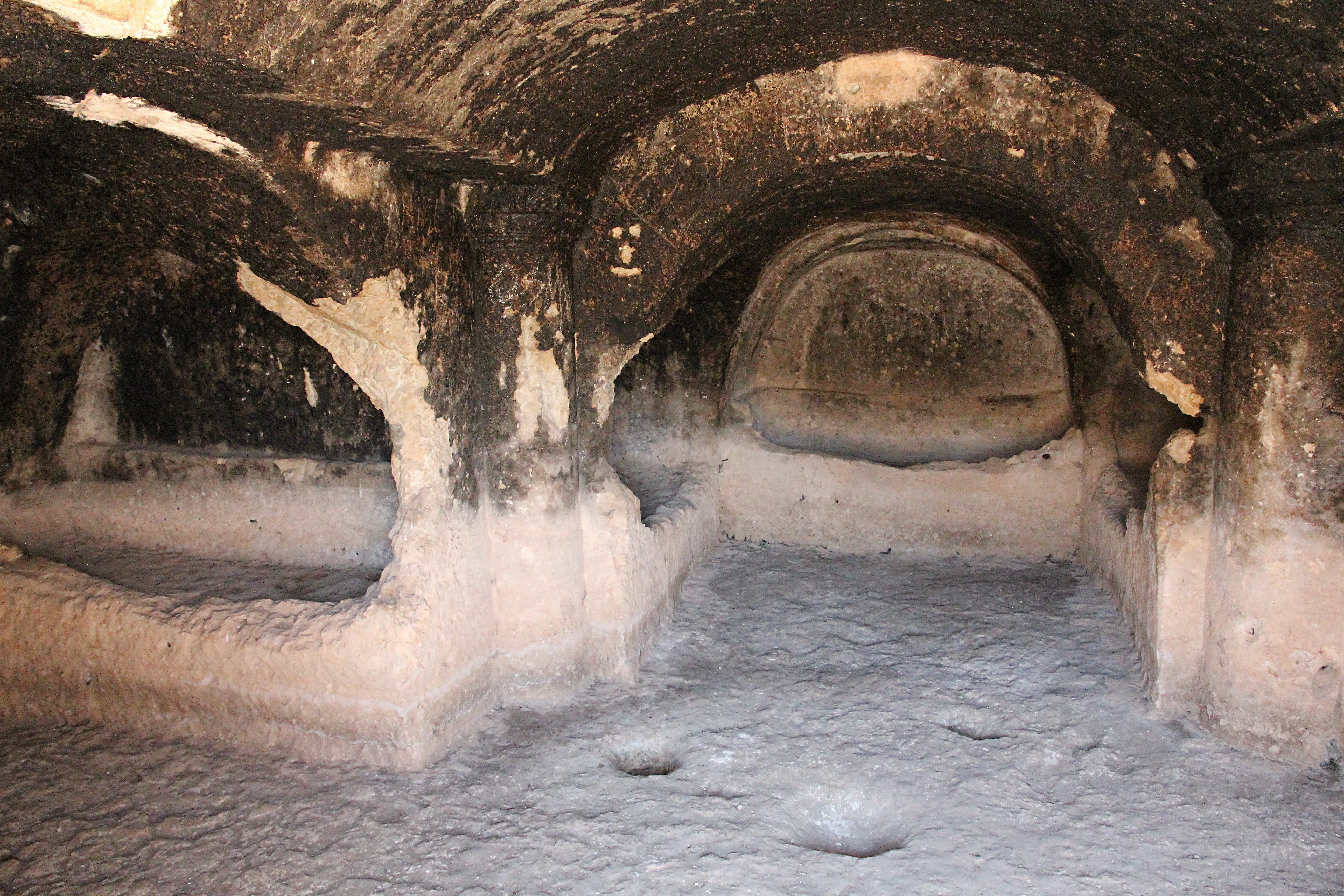
Catacombes avec chambres funéraires et pilastres

Perrhé est accessible depuis la ville d'Adıyaman en empruntant le boulevard Atatürk et en suivant un itinéraire balisé via la rue Sakarya. Après environ quatre kilomètres, la nécropole apparaît sur la gauche, s'étendant le long de la rue sur près d'un kilomètre. 
Après cela, on atteint l'ancien village de Perrhé. Au centre du village se trouve la fontaine romaine dominée par une voûte en pierre de 5 mètres de large recouvrant un canal d'eau. Des vestiges des murs de la ville subsistent également. La vaste nécropole contient des sarcophages autoportants et de simples niches funéraires voûtées, ainsi que des catacombes, souvent composées de plusieurs pièces, avec des niches voûtées creusées dans la falaise et irrégulièrement séparées par des pilastres. La plupart des tombes sont regroupées en sections accessibles par des escaliers creusés dans la falaise à différents endroits. Certaines tombes conservent encore des restes de reliefs devant les entrées, mais il n'y a aucune autre décoration.

## Les fouilles

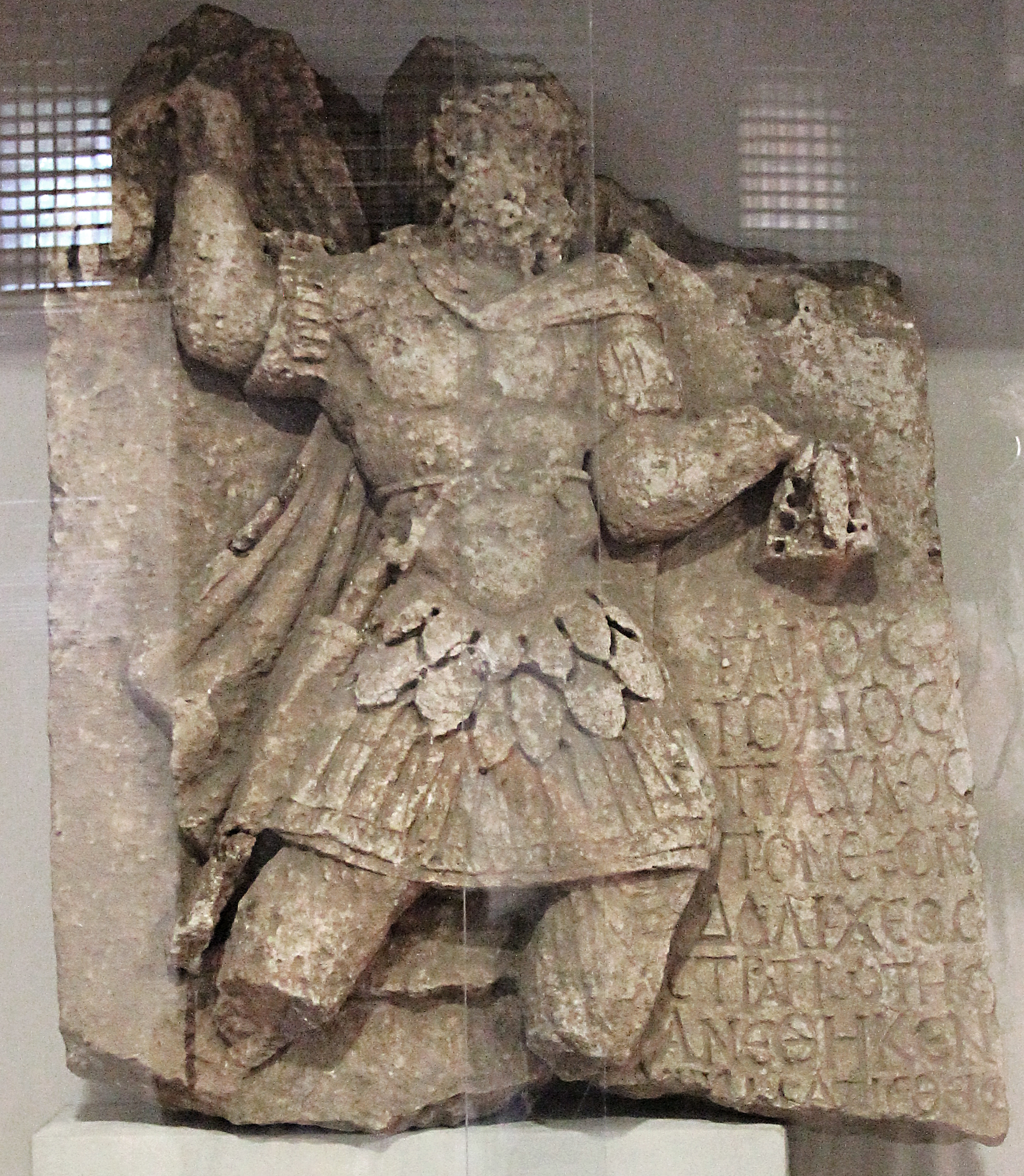
Relief votif de Jupiter Dolichenus au musée archéologique d'Adıyaman

Otto Puchstein et Karl Sester ont visité la ville en 1882, comme Puchstein l'a relaté dans le volume Reisen in Kleinasien und Nordsyrien ("Voyages en Asie Mineure et en Syrie du Nord) qu'il a co-écrit avec Carl Humann.
En 1925, Eugène Pittard découvre à Perrhé un habitat paléolithique, découverte qu'il approfondit les années suivantes. 
En 1945, İsmail Kılıç Kökten poursuit ces investigations et découvre de nombreux nouveaux objets.
Friedrich Karl Dörner et Rudolf Naumann ont mené des recherches sur le village de Perrhé ainsi que dans la nécropole en 1938, au cours de leur expédition en Commagène. Ils n'ont trouvé qu'un petit spolia et une mosaïque de sol récemment exposée, dont un seul côté décoré d'un motif abstrait et d'une amphore à anses a survécu. Ceci a été découvert plus tard et étudié par Hasan Candemir et Jörg Wagner en 1975. Ils ont pu déterminer qu'elle appartenait à une basilique avec une nef de 10 mètres de large et deux bas-côtés de 3 mètres de large et ont daté la mosaïque du Ve siècle apr. J.-C. sur la base de ses motifs. 
Dörner et Naumann ont également documenté de nouvelles sections de la nécropole. Les fouilles entreprises dans cette nécropole par le musée archéologique d'Adıyaman sous la direction du directeur du musée Fehmi Erarslan ont mis au jour le relief votif susmentionné de Jupiter Dolichenus, ainsi que de nombreuses autres découvertes archéologiques, épigraphiques et numismatiques. 
Engelbert Winter du Research Centre for Asia Minor de l'Université de Münster a travaillé sur les découvertes épigraphiques et les reliefs du musée en collaboration avec Margherita Facella de Pise et Charles Crowther d'Oxford.

## Évêché
Perrhé était un évêché de la province ecclésiastique de Hiérapolis Bambyce. Comme Perre, c'est un évêché titulaire de l'Église catholique romaine. Joseph Marie Henri Belleau OMI a occupé l'évêché titulaire comme Vicaire apostolique de Baie de James ( Canada ) de 1939 à 1976.